# زمین‌گردشگری

گردشگران در تپه‌های بیابانی منطقه کویر مرنجاب

زمین‌گردشگری یا ژئوتوریسم (به انگلیسی: Geotourism) از دو بخش ژئو و توریسم تشکیل شده‌است بخش ژئو جاذبه‌های زمین‌شناسی، ژئومورفولوژی و میراث معدن‌کاری را شامل می‌شود و بخش توریسم آن به عنوان موضوعی چند رشته‌ای، تمامی زیرساختهای صنعت گردشگری از جمله تفسیر، مدیریت، اقامت، تورها و… شامل می‌شود و برخلاف اکوتوریسم (به غلط معادل طبیعت گردی) که جاذبه‌های طبیعت جاندار را در مرکز توجه قرار داده‌است، این صنعت به‌طورکلی با جاذبه‌های طبیعت بی جان سروکار دارد.
مخاطبان زمین‌گردشگری فقط متخصصان و کارشناسان زمین‌شناسی و ژئومورفولوژی نیستند، بلکه گردشگران عادی و علاقه‌مندان طبیعت هستند. در جریان فعالیت‌های زمین‌گردشگری، بازدیدکنندگان ضمن بازدید از پدیده‌های زیبا و ویژه زمین‌شناسی و ژئومورفولوژی، با مبانی پیدایش آن‌ها آشنا شده اهمیت وجودی آن‌ها را درمی‌یابند.

## تاریخچه

گردشگران در ژئوپارک جزیره قشم

زمین گردشگری در جهان به صورت اولیه توسط آدام سدویک در انگلستان آغاز شد و تاریخ این اقدامات اولیه به قرن ۱۷ و ۱۸ انگلستان بازمی گرددو به صورت آکادمیک در جهان امروزی به سال ۱۹۹۵ میلادی یعنی تاریخ ارائه نخستین تعریف زمین‌گردشگری درجهان توسط توماس هوز از انگلستان بازمی‌گردد.
«موضوع گردشگری زمین شناختی و حفظ میراث زمین رسماً از زمانی مطرح شد که یونسکو با معرفی یک عنوان جدید در علوم زمین تحت عنوان ژئوپارک از سازمان‌ها و مراکز زمین‌شناسی کشورهای مختلف دعوت به همکاری در این زمینه نموده‌است».

## تعاریف
در جهان مدرن امروزی تام هوز از انگلستان نخستین تعریف علمی خود را از زمین‌گردشگری در سال ۱۹۹۵ به صورت ذیل ارائه کرد: «ژئوتوریسم ارائه امکانات خدماتی و تفسیری به منظور قادر ساختن گردشگران به کسب دانش و درک زمین‌شناسی و ژئومورفولوژی (با مشارکت آن‌ها در توسعهٔ علوم زمین)، فراتر از درک صرفاً زیبایی‌های محض یک مکان است».
تعاریف معدودی برای زمین‌گردشگری در ایران ارائه شده که به ترتیب اهمیت، از مهم‌ترین آن‌ها می‌توان به تعاریف: نکوئی صدری(۱۳۸۸)و  امری کاظمی(۱۳۸۸)و شایان (۱۳۸۵)اشاره کرد:
گردشگری دانش محوری است که از تلفیق میان رشته‌ای صنعت گردشگری با حفظ و تفسیر جاذبه‌های طبیعت بی جان - همراه با مسایل فرهنگی مرتبط با آن‌ها - در قالب ژئوسایت به عموم مردم به وجود می‌آید.
گردشگری آگاهانه و مسئولانه در طبیعت با هدف تماشا و شناخت پدیده‌ها و فرایندهای زمین‌شناختی و آموختن نحوه شکل‌گیری و سیر تکامل آنهاست.
علم بررسی و بهره‌گیری از شکل‌های ناشی از فرآیندهای بیرونی در جهت توسعه گردشگری است.
تعریف نشنال جئوگرافی:
جاناتان تورتولوت- سردبیر مجله مسافران ملی جغرافیایی (نشنال جئوگرافی)و روزنامه‌نگار و عکاس بخش توریسم پایدار - هرنوع میراث را به شرط استفاده پایدار برای ارتقاء رفاه مردم و هویت مکانی ژئوتوریسم نامگذاری کرده‌است و افزودن پیوند «ژئو» به صورت حربه تبلیغاتی برای جلب نظر جامعه آمریکا به مفهوم پایداری بوده‌است مضمون این تعریف فقط در ایالات متحده آمریکا از سال ۲۰۰۲ میلادی گسترش یافته‌است و در سطح جهانی در میان زمین شناسان و ژئومورفولوژیست‌ها فاقد اعتبار علمی است.
گردشگری از عوامل اصلی توسعه پایدار در سطوح اقتصادی، اجتماعی، فرهنگی و زیست‌محیطی است. زمین‌گردشگری زیر مجموعه گردشگری پایدار بوده و هدف آن حفظ منابع زمین گردشگری و توسعه گردشگری در مقاصد است. یعنی هدایت گردشگران به نحوی که ژئوسایت مورد بازدید برای نسل‌های آینده حفظ و قابل استفاده باشد.

## زمین‌گردشگری زیر مجموعه توسعه پایدار

گردشگران در تپه‌های بیابانی منطقه دباغ قزوینی

توسعه پایدار بر سه اصل پایداری بوم شناختی، پایداری اجتماعی – فرهنگی و پایداری اقتصادی است. پایداری بوم شناختی تضمین‌کننده آن است که توسعه با حفظ فرایندهای اساسی زیست‌محیطی، تنوع و گونه‌های زیستی سازگار باشد. پایداری اجتماعی – فرهنگی تضمین می‌کند که توسعه با فرهنگ و ارزش‌های مردمی که متأثر از آن هستند، سازگار بوده و هویت جامعه را حفظ کند و پایداری اقتصادی تضمین می‌کند که توسعه واجد کارایی اقتصادی بوده و منابع به ترتیبی اداره بشوند که بتوانند پشتیبان نسل‌های آینده باشد.
گردشگری از عوامل اصلی توسعه پایدار در سطوح اقتصادی، اجتماعی، فرهنگی و زیست‌محیطی است. زمین‌گردشگری زیر مجموعه گردشگری پایدار بوده و هدف آن حفظ منابع گردشگری در مقاصد است. یعنی هدایت گردشگران به نحوی که محل مورد بازدید برای نسل‌های آینده هم همان‌طور باقی‌مانده و قابل استفاده باشد.

## عوامل پیدایش تنوع زمین شناختی در ایران
برای تشکیل تنوع زمین شناختی (Geodiversity)تنوع و دگرگونی توسط فرایندهای بیرونی و درونی لازم است.
طبیعت دائم توسط فرسایش آبی و بادی در حال تنوع و دگرگونی است. این دگرگونی توسط خود عوامل فرسایش شکل می‌گیرد نه انسان، مهم‌ترین عوامل پیدایش رخنمون‌ها، اشکال و جلوه‌های زمین که موجب جلب گردشگران علاقه‌مندان به پدیده‌های طبیعی می‌گردد، عبارتند از:
- فرسایش‌ها
- آتشفشان‌ها
- چین‌خوردگی‌ها و گسله‌ها
- گنبدها و بلورهای نمکی
- تپه‌های مرجانی

فرسایش مهم‌ترین عامل ایجاد و شکل‌گیری پدیده‌های زمین‌شناسی و ژئومورفولوژی، محسوب می‌شود. فرسایش آبی و بادی، تغییر درجه حرارت و تبلور کانی‌ها از عمده‌ترین محرک‌های عمل فرسایش در سطح زمین است. بارش برف و باران، رگبارهای فصلی، امواج دریا، پیشروی و پسروی آب دریاها، تغییر مسیر رودخانه‌ها، جریان سیلاب‌ها، نفوذ آب در لایه‌های زمین و انحلال سنگ‌ها و رسوبات آهکی، سیلتی، مارنی و ماسه‌سنگی و شکل‌گیری غارها و حفره‌ها و دریاچه‌ها و سفره‌های آب زیرزمینی، نفوذ آب در سنگ‌ها، انجماد و تخریب آن‌ها از جمله عواملی است که چهره طبیعت را دائم تغییر داده و رخنمون‌ها و جلوه‌های رنگارنگ کانی‌ها لایه‌های مختلف زمین را بیشتر نمایان می‌سازد.

## زمین‌گردشگری در ایران
این کشور به عنوان «بهشت زمین‌شناسان» یا «موزه زمین‌شناسی ۱.۵ میلیون کیلومتری» نامگذاری شده‌است.
ایران باتنوع زمین‌شناختی، اقلیم متنوع و ویژگی‌های زمین‌شناسی گوناگون و طبیعت بی جان بی‌نظیر، می‌تواند از پدیده‌های زمین شناختی در سراسر کشور مانند غارها، تنگه‌ها، دره‌ها، مناطق فسیلی، دره‌های نشستی، شکاف‌های بزرگ زمین‌شناسی، سازندهای زمین شناختی، گل‌فشان‌ها، زمین‌های کارستیک، انواع کانی‌ها، هرم‌های ماسه‌ای، سواحل صخره‌ای – سنگی، معادن باستانی، کلوت‌ها و غیره به عنوان میراث‌های زمین‌شناختی وژئومورفولوژی در قالب ژئوسایت‌های بالقوه متعدد پس از تدارک زیرساخت‌های گردشگری به عنوان ابزاری کارساز در راستای توسعه زمین‌گردشگری و تأسیس ژئوپارک‌ها مورد استفاده قرار دهد.
کشور ایران در میان سایر کشورهای جهان از نظر آموزش‌های دانشگاهی و کتب درسی زمین‌گردشگری پیشرو است و برای مقطع کارشناسی زمین‌شناسی دانشگاه پیام نور و همچنین مقطع کارشناسی ارشد اکوتوریسم در دانشگاه‌های کشور، درس دو واحدی مستقلی به نام زمین گردشگری، ارائه و تدریس می‌شود. کتاب‌های درسی زمین‌گردشگری ایران توسط بهرام نکوئی صدری تألیف شده‌است.